# Прагер, Вильям
Ви́льям Пра́гер (нем. William Prager; 23 мая 1903, Карлсруэ, Германская империя — 16 марта 1980[…], Цюрих[…]) — американский учёный-механик, работавший в области механики деформируемого твёрдого тела.

## Биография
Родился в Карлсруэ 23 мая 1903 года. Отец — Вилли Прагер (Willy Prager), мать — Хелен Киммель (Helen Kimmel). Обучался в Дармштадтском техническом университете по специальности «машиностроение», в 1925 году получил диплом инженера. В этом же году женился на Анне Хайер (Ann Heyer).
В следующем, 1926 году защитил в Дармштадтском техническом университете докторскую диссертацию и ещё два года читал там лекции. В 1929 году Прагер стал преподавать в Гёттингенском университете, где познакомился с Людвигом Прандтлем. В 1932 году был назначен профессором технической механики Университета Карлсруэ и директором Института механики при этом университете, став на тот момент самым молодым профессором в Германии. Причиной такого раннего признания был высокий международный научный авторитет Прагера, основанный на его многочисленных научных публикациях и монографии по прикладной математике.
После прихода к власти Гитлера Прагер из-за своего еврейского происхождения был уволен с работы. Он обратился в суд, протестуя против своего увольнения, и выиграл процесс. Ему было разрешено возобновить свою преподавательскую деятельность в Германии, но он отказался и в 1933 году эмигрировал из Германии в Турцию, где стал профессором теоретической механики в Стамбульском университете.
В Турции Прагер продолжил свои исследования, публикуя полученные результаты на немецком, турецком, французском и английском языках. Английский язык он выучил за два года и написал учебники на английском языке для студентов по начертательной геометрии и элементарной механике.
После начала Второй мировой войны, в 1940 году, Прагер получил предложение из Брауновского университета (Провиденс, штат Род-Айленд) и решил эмигрировать в США. В Брауновском университете Прагер, обратившийся к теории пластичности и механике грунтов, стал «центром исследований» по теории пластичности в Соединенных Штатах.
В апреле 1943 года основал «Ежеквартальный журнал прикладной математики» («Quarterly of Applied Mathematics») и редактировал его до 1965 года.
В 1963 году Прагер ушёл из Брауновского университета (где был позже почётным профессором) и стал консультантом в Цюрихе в научно-исследовательской лаборатории компании IBM. С 1965 года он — профессор прикладной механики в Калифорнийского университета в Сан-Диего. В 1973 году вышел в отставку и уехал в Швейцарию; умер в Цюрихе 17 марта 1980 года.

## Награды и звания
В 1968 году Прагер стал членом Национальной академии наук США, был также членом Национальной инженерной академии США (1965), Американской академии искусств и наук, Польской и Французской академий наук. Он получил медаль Тимошенко Американского общества инженеров-механиков и медаль Кармана Американского общества гражданских инженеров.
Имел несколько почётных докторских степеней (Льеж, Пуатье, Милан, Ватерлоо / Онтарио, Ганноверский университет, Университет Брауна, Манчестер, Брюссель, Штутгарт).

## Память
В 1983 году Общество технических наук учредило медаль Уильяма Прагера за результаты в механике деформируемого твёрдого тела.